# Sainte-Marguerite-en-Ouche
Sainte-Marguerite-en-Ouche är en kommun i departementet Eure i regionen Normandie i norra Frankrike. Kommunen ligger i kantonen Beaumesnil som tillhör arrondissementet Bernay. År 2018 hade Sainte-Marguerite-en-Ouche 98 invånare.

## Befolkningsutveckling
Antalet invånare i kommunen Sainte-Marguerite-en-Ouche
Referens:INSEE